# Bitch (пісня E-40)
Bitch (цензурована назва «B*tch») — сингл з дванадцятого студійного альбому американського репера E-40 Revenue Retrievin': Day Shift. Альбомну версію записано з участю репера Too Short. Існує також популярний ремікс, на якому, крім вищезгаданих виконавців, також присутній 50 Cent, який виклав його на своєму YouTube-каналі й котрого можна побачити на обкладинці синглу.
У пісні Too Short вказує на те, що робить чоловіка «сукою». У свою чергу E-40 розповідає про те, що робить «сукою» жінку.

## Відеокліп
Подвійний відеокліп «Bitch/Over the Stove» з'явився на офіційному YouTube-каналі E-40 11 березня 2010. У відео можна почути саме альбомну версію треку.

## Чартові позиції
Пісня посіла 80-ту сходинку чарту Billboard Hot R&B/Hip-Hop Songs та 24-те місце чарту Hot Rap Songs.
| Чарт (2010)                        | Найвища позиція |
| ---------------------------------- | --------------- |
| US Billboard Hot Rap Songs         | 24              |
| US Billboard Hot R&B/Hip-Hop Songs | 80              |